# 1. deild karla 1998
Mùa giải 1998 của 1. deild karla là mùa giải thứ 44 của bóng đá hạng hai ở Iceland.

## Bảng xếp hạng
| Vị thứ | Đội          | Số trận | Thắng | Hòa | Thua | Bàn thắng | Bàn thua | Hiệu số | Điểm | Ghi chú                     |
| ------ | ------------ | ------- | ----- | --- | ---- | --------- | -------- | ------- | ---- | --------------------------- |
| 1      | Breiðablik   | 18      | 13    | 0   | 5    | 44        | 14       | +30     | 39   | Thăng hạng Úrvalsdeild 1999 |
| 2      | Víkingur R.  | 18      | 10    | 4   | 4    | 30        | 18       | +12     | 34   | Thăng hạng Úrvalsdeild 1999 |
| 3      | FH           | 18      | 10    | 3   | 5    | 30        | 15       | +15     | 33   |                             |
| 4      | Fylkir       | 18      | 9     | 5   | 4    | 31        | 23       | +8      | 32   |                             |
| 5      | Skallagrímur | 18      | 7     | 5   | 6    | 37        | 36       | +1      | 26   |                             |
| 6      | Stjarnan     | 18      | 7     | 5   | 6    | 18        | 18       | 0       | 26   |                             |
| 7      | KA           | 18      | 7     | 4   | 7    | 24        | 28       | -4      | 25   |                             |
| 8      | KVA          | 18      | 7     | 3   | 8    | 32        | 31       | +1      | 24   |                             |
| 9      | Þór A.       | 18      | 2     | 2   | 14   | 19        | 43       | -24     | 8    | Xuống hạng 2. deild 1999    |
| 10     | HK           | 18      | 2     | 1   | 15   | 19        | 58       | -39     | 7    | Xuống hạng 2. deild 1999    |

## Danh sách ghi bàn
| Cầu thủ                | Số bàn thắng | Đội bóng     |
| ---------------------- | ------------ | ------------ |
| Atli Kristjánsson      | 14           | Breiðablik   |
| Valdimar K. Sigurðsson | 11           | Skallagrímur |
| Hjörtur Hjartarson     | 10           | Skallagrímur |
| Hörður Magnússon       | 10           | FH           |
| Höskuldur Þórhallsson  | 10           | KA           |
| Bjarki Pétursson       | 9            | Breiðablik   |
| Sumarliði Árnason      | 9            | Víkingur R.  |
| Boban Ristic           | 8            | KVA          |
| Brynjar Þór Gestsson   | 5            | FH           |
| Elmar Eiríksson        | 5            | Þór A.       |
| Guðmundur Sævarsson    | 5            | FH           |
| Ívar Sigurjónsson      | 5            | Breiðablik   |
| Ólafur Þórðarson       | 5            | Fylkir       |
| Steindór Elísson       | 5            | HK           |